# Center for Inquiry
Le Center for Inquiry (CFI) est une association à but non lucratif dans le domaine de l'éducation.
Ses activités se concentrent aux États-Unis. L'organisation se donne pour mission d'encourager les enquêtes scientifiques objectives sur le paranormal, les médecines alternatives, la religion et la société.
Le CFI se présente comme faisant la promotion de la science, de la raison, et de la liberté d'enquêter sur tous les sujets pouvant intéresser l'être humain.

## Prix Richard-Dawkins
Le prix Richard-Dawkins est une récompense annuelle, qui était auparavant décernée par l'Atheist Alliance of America  (aujourd'hui Alliance internationale athée) jusqu'en juillet 2019, où le prix a été déplacé au Center for Inquiry. Le critère officiel d'obtention s'énonce ainsi :

« Le prix Richard-Dawkins sera décerné chaque année afin d'honorer un athée dont les contributions promeuvent un mode de vie non-théiste pour le grand public; que ce soit au travers d'écrits, des médias, des arts, d'un film, ou de travaux permettant d'améliorer la connaissance scientifique ; qui par son travail et son exemplarité permet l'acceptation d'une philosophie non-théiste; et dont la posture vis-à-vis du public fait écho au mode de vie non-théiste et militant du professeur Richard Dawkins. »

### Personnalités récompensées
- 2003 : James Randi (premier trophée remis)
- 2004 : Ann Druyan
- 2005 : Penn et Teller
- 2006 : Julia Sweeney
- 2007 : Daniel Dennett
- 2008 : Ayaan Hirsi Ali
- 2009 : Bill Maher
- 2010 : Susan Jacoby
- 2011 : Christopher Hitchens
- 2012 : Eugenie Scott
- 2013 : Steven Pinker
- 2014 : Rebecca Goldstein
- 2015 : Jerry Coyne
- 2016 : Lawrence M. Krauss
- 2017 : David Silverman
- 2018 : Stephen Fry
- 2019 : Ricky Gervais